# La Presse de la Manche
La Presse de la Manche (parfois surnommée La Presse) est un quotidien départemental français dont le siège est à Cherbourg-en-Cotentin (Manche).

## Histoire

### 1889 - 1953: DuRéveil cherbourgeoisàLa Presse cherbourgeoise

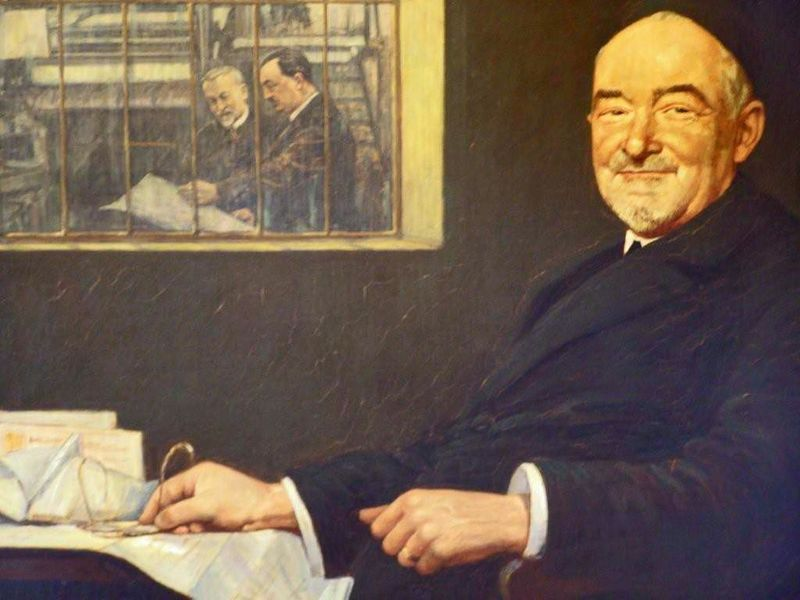
Jean-Baptiste Biard par Michel Adrien Servant. Date inconnue.

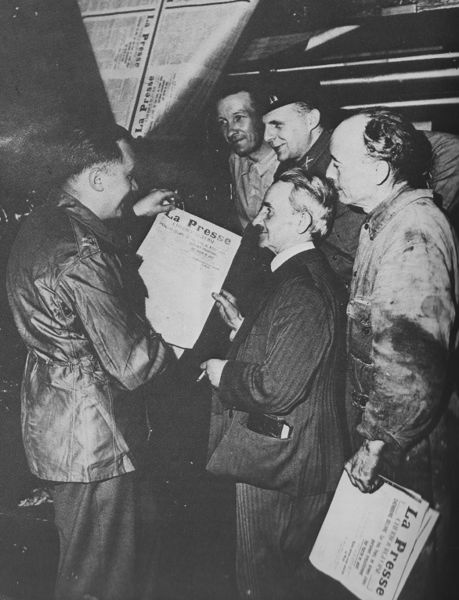
Premier numéro de La Presse cherbourgeoise. Daniel Yon (au centre en costume) présente le journal au lieutenant des services d'information du général de Gaulle (à gauche).

En 1889, Jean-Baptiste Biard lance le bi-hebdomadaire Le Réveil (tiré à 4 500 ex.) qui couvre l'actualité cherbourgeoise et du Contentin.
En 1905, le Cherbourg-Éclair succède au Réveil. Le quotidien est condamné à la Libération.
Premier quotidien à paraître en France libérée, sous-titre qu'il portera en bandeau, La Presse cherbourgeoise. prend la suite du quotidien Cherbourg-Éclair. Fondé à la Libération, le 3 juillet 1944, sa direction est alors confiée à Daniel Yon, agréé par la Résistance. Celui-ci est secondé par Maurice Hamel,.
Alors que les combats continuent dans le département, la première une du journal annonce « Le Cotentin libéré » et le premier éditorial, signé par Daniel Yon, remercie « ceux qui, depuis quatre années, poursuivent l'inlassable effort de la libération du territoire ». Le titre se positionne comme « républicain et laïc »,.
Le journal est redonné ultérieurement à Jeanne Biard (la fille d'André Biard) qui confie en 1947 la direction du quotidien à son mari, Marc Giustiniani, prisonnier de guerre de 1940 à 1945.

### 1953 - 1990: un quotidien appartenant à la famille Giustiniani

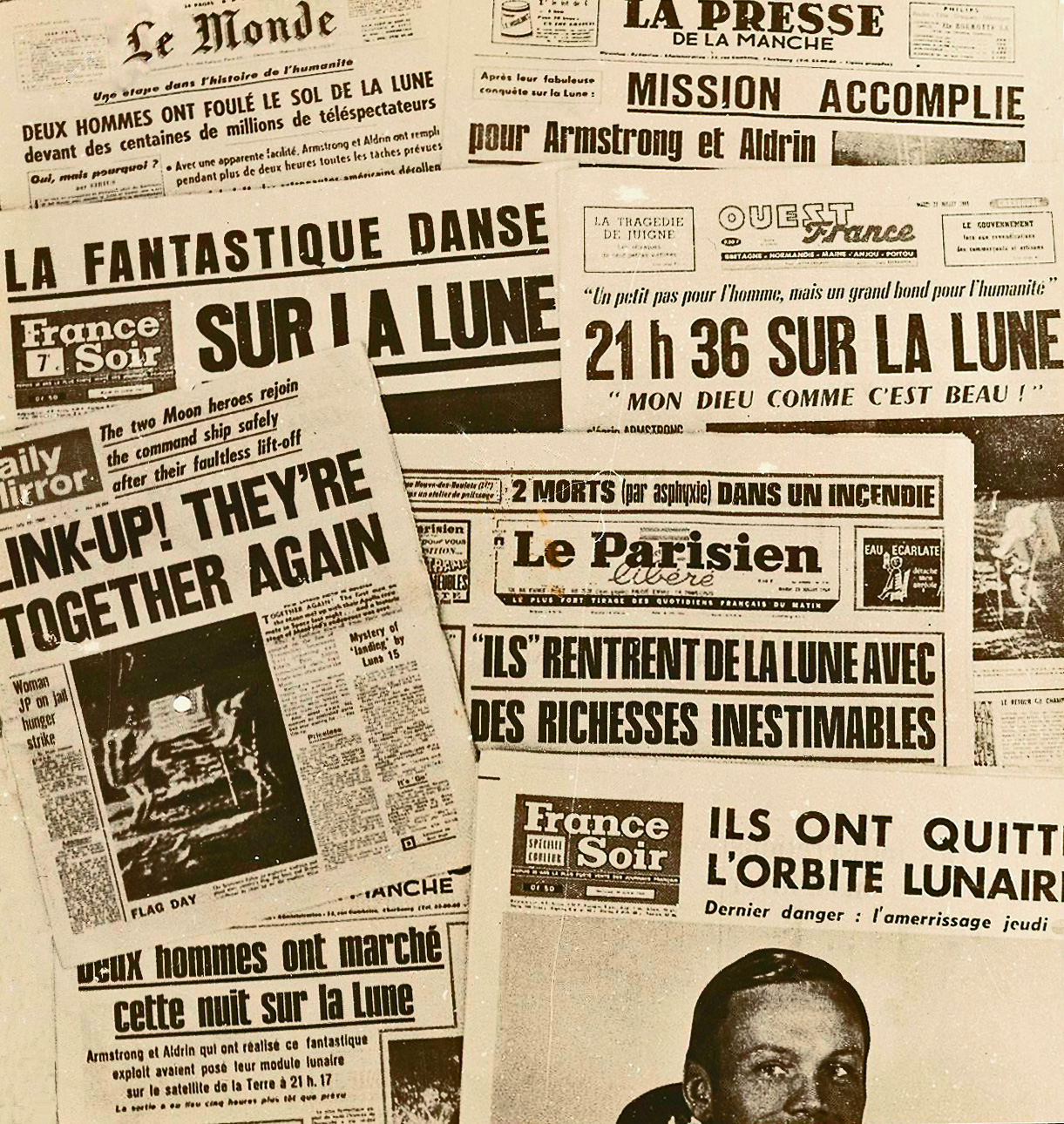
Plusieurs Unes, dont La Presse de la Manche et Ouest-France

La Presse de la Manche paraît pour la première fois sous ce titre le 5 octobre 1953. Elle s'enrichit d'une édition dominicale en octobre 1987.
Le journal est longtemps dirigé par Marc Giustiniani qui le modernise. « Citée en exemple en raison de la progression régulière de sa diffusion, La Presse de la Manche l'est également pour ses effets de scoop, la pertinence de ses enquêtes, la fidélité de ses correspondants et l'autorité de ses éditoriaux ». À sa mort, c'est sa femme, Jeanne Biard, qui prend sa suite,.
Entre 1960 et 1982, le tirage en constante progression du quotidien est le suivant, :
| Date   | Septembre 1960 | Septembre 1969 | Septembre 1970 | Septembre 1971 | Septembre 1972 | Septembre 1982 |
| ------ | -------------- | -------------- | -------------- | -------------- | -------------- | -------------- |
| Tirage | 20 784         | 21 621         | 22 280         | 23 365         | 23 859         | 26 395         |

Le quotidien départemental La Presse de la Manche constitue - à cette période - une « poche de résistance » face à Ouest-France et Paris-Normandie (appartenant à Philippe Hersant). Si Ouest-France est fortement diffusé en Bretagne ainsi qu'en Basse-Normandie, le quotidien régional se heurte à La Presse pour le Cotentin. La diffusion de Paris-Normandie se limite elle-aussi aux arrondissements de Caen et Lisieux (dans le Calvados). Cette situation s'explique, selon l'universitaire Michel Mathien, par l'isolement géographique du Cotentin qui permet à la ville de Cherbourg de disposer de son propre journal,.

### Depuis 1990: Rachat parOuest-France

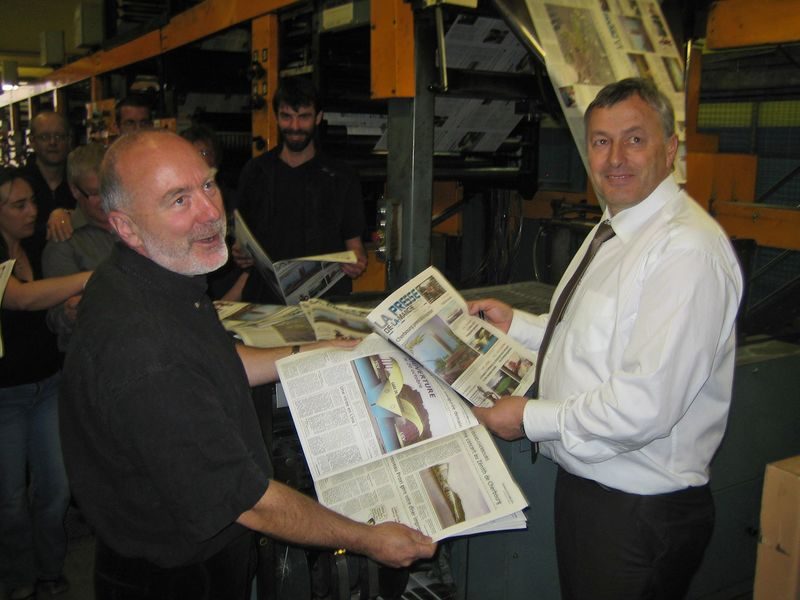
23 avril 2010 : 20 000e numéro présenté par Philippe Le Barillier, rédacteur en chef adjoint (à gauche) et Marcel Clairet, pdg.

En février 1990, le Groupe Sipa - Ouest-France rachète - son concurrent - La Presse de la Manche pour 80 millions de francs (pour une évaluation à 35 millions de francs) selon Le Monde. Les groupes Havas et Hersant y étaient également intéressés. En 1998, 25 000 exemplaires sont vendus quotidiennement,.
Entre 2010 et 2012, le journal crée son site internet et investit les réseaux sociaux,.
En 2016, le quotidien de Cherbourg poursuit sa transformation numérique et est rattaché à Publihebdos, il intègre la plateforme nationale d'information Actu.fr,.
En 2018, le journal adopte le format tabloïd. Cette même année, l'hebdomadaire gratuit d'informations C'est à Cherbourg remplace Publi7.
En 2019, le journal fête ses 130 ans, un hors-série est publié à cette occasion.

## Révélations
Implanté à Cherbourg, ses révélations se concentrent, notamment, sur les chantiers navals.

### L'affaire des Vedettes de Cherbourg

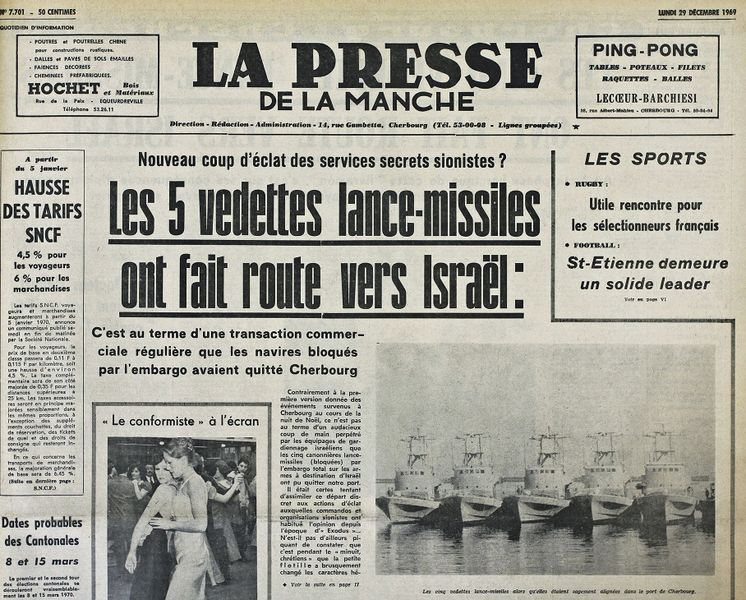
La Presse de la Manche - L'Affaire des Vedettes

Marc Giustiniani, PDG de La Presse de la Manche Marc, interdit à ses journalistes correspondants de révéler le départ, dans la nuit de Noël, de cinq vedettes achetées par Israël, en violation d'un embargo. Il insiste, contre l'avis de sa rédaction composée notamment de Paul Ingouf, René Moirand et Guy Mabire, prétextant ses liens avec le constructeur, les chantiers Félix Amiot, et le tort que cette révélation est supposée faire à l'économie locale. Il propose, en revanche, une interview à Félix Amiot pour qu'il s'explique sur cette affaire dans le journal du samedi. René Moirand, chargé de l'interview, n'a pas pu le joindre, l'industriel étant parti en week-end à la montagne,.
Contre l'avis de Marc Giustiniani, Guy Mabire et André Lemesle en informent leurs collaborations (Daily Telegraph et Ouest-France) et notamment l'Agence centrale de presse. Celle-ci publie une dépêche dans l'après-midi du 26 décembre, avant d'être reprise par les radios, les télévisions puis les journaux du monde entier. La Presse de la Manche cède alors. Mais, ne paraissant pas alors le dimanche, elle ne peut donner l'information que dans son édition du lundi 29 décembre,

### L'affaire Luchaire

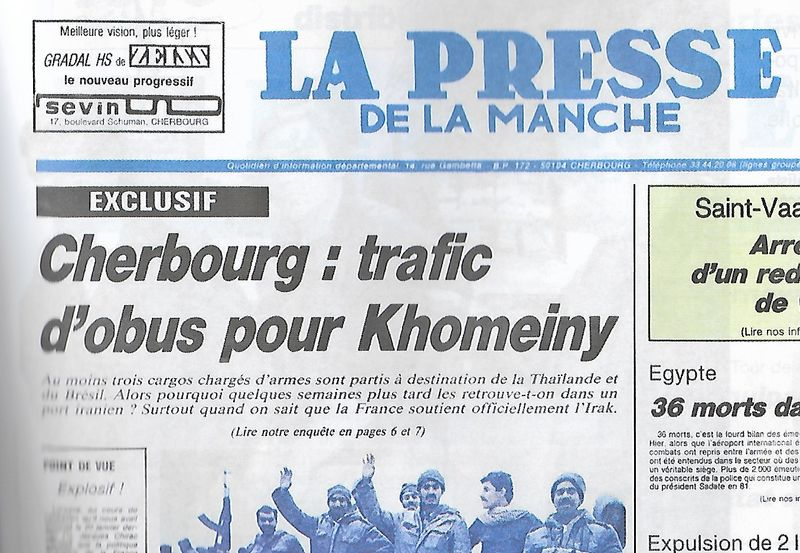
Une de La Presse de la Manche du 28 février 1986 déclenchant l'Affaire Luchaire.

Le journal manchot révèle en 1986 un trafic d'armes dans le port de commerce, ce qui est à l'origine de « l'affaire Luchaire », une affaire d'État d'ampleur nationale. Le 28 février, le quotidien fait en effet sa une sur un « trafic d'obus pour Khomeiny ». Trois cargos avaient livré des obus de la Luchaire SA en Iran, en dépit de l'embargo décrété contre l'Iran. Reprise par l'AFP, la dépêche fait les titres des quotidiens nationaux, compromettant le Gouvernement Fabius, et notamment le ministre de la Défense Charles Hernu,,.
Cette enquête est le fruit du travail de deux journalistes : Daniel Jubert et Jean-Pierre Beuve. Daniel Jubert a détaillé les itinéraires de deux navires, le Nicole et le Trautenbels. Jean-Pierre Beuve a, quant à lui, procédé aux vérifications des routes maritimes depuis son poste de correspondant à Coutances. Les deux journalistes ont été récompensés pour leur travail, l'année suivante, en 1987 par la Fondation Mumm,,.

## Modèle économique
Son modèle économique repose sur les abonnements, la vente au numéro, les annonces légales ou encore la publicité. De surcroît, ces recettes sont complétés par l'organisation d'évènements : depuis 1982, se tiennent chaque année les Foulées de la Presse de la Manche, et depuis 1983, un salon de l'Habitat à Cherbourg. Par ailleurs, est organisée chaque année une soirée des personnalités de La Presse de la Manche.
En 2018, l'entreprise affiche un chiffre d'affaires à 12,6 millions d'euros composé pour la moitié de la vente au numéro et d'abonnements.
La Presse de la Manche possède sa propre rotative à Cherbourg où sont également imprimés de nombreux hebdomadaires du groupe Publihebdos.

## Organisation

### Directeurs
- Marc Giustiniani (1953-1985)[3]
- Jeannette Giustiniani (1985-1990)[1]
- Emmanuel Hutin (1990-1998)[7]
- Marcel Clairet (1998-2016)[10]
- Francis Gaunand (2016-...)[10]

### Effectif
La rédaction est implantée au cœur de la ville de Cherbourg. Elle dispose également de deux agences dans le département, l’une à Valognes et l’autre, créée dans les années 1970, à Saint-Lô. En 2019, le journal emploie une centaine de personnes, la rédaction est composée quant à elle de 33 journalistes, dont quatre journalistes sportifs.

### Journalistes notables
- Jean-Pierre Beuve[3]
- Daniel Jubert[3]
- Philippe Lebarillier[3]
- Jean Levallois[3]
- Guy Mabire[18]
- Laurent Vicomte[24]

## Diffusion
Les chiffres de la diffusion totale du quotidien sont les suivants, d'après l'ACPM (ex-OJD) :
| Date             | 2001   | 2002   | 2003   | 2004   | 2005   | 2006   | 2007   | 2008   | 2009   | 2010   | 2011   | 2012   | 2013   | 2014   |
| ---------------- | ------ | ------ | ------ | ------ | ------ | ------ | ------ | ------ | ------ | ------ | ------ | ------ | ------ | ------ |
| Diffusion totale | 26 995 | 26 599 | 26 359 | 26 387 | 26 014 | 25 873 | 25 903 | 25 862 | 25 574 | 25 299 | 25 103 | 24 552 | 23 884 | 23 719 |

| Date             | 2015   | 2016   | 2017   | 2018   | 2019   | 2020   | 2021   | 2022   | 2023   | 2024 |
| ---------------- | ------ | ------ | ------ | ------ | ------ | ------ | ------ | ------ | ------ | ---- |
| Diffusion totale | 23 088 | 22 153 | 21 298 | 20 709 | 20 183 | 19 812 | 19 405 | 18 684 | 17 794 | NC   |

La baisse de la diffusion papier du quotidien est compensée par une hausse de la vente d'abonnements numériques et de la consultation du site internet. Le site totalise 41,2 millions de visiteurs en 2023 (contre 30 millions en 2021).

## Galerie

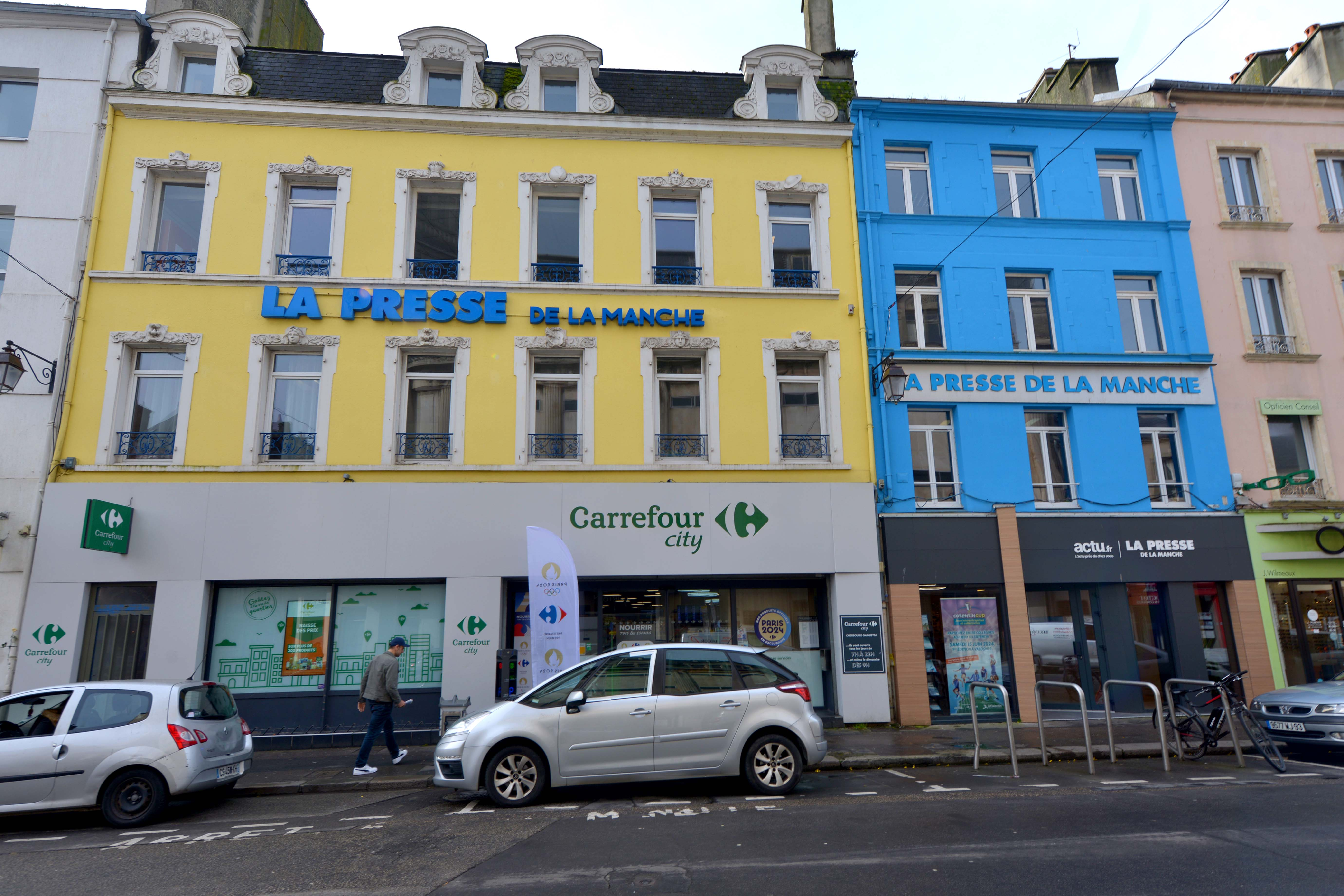
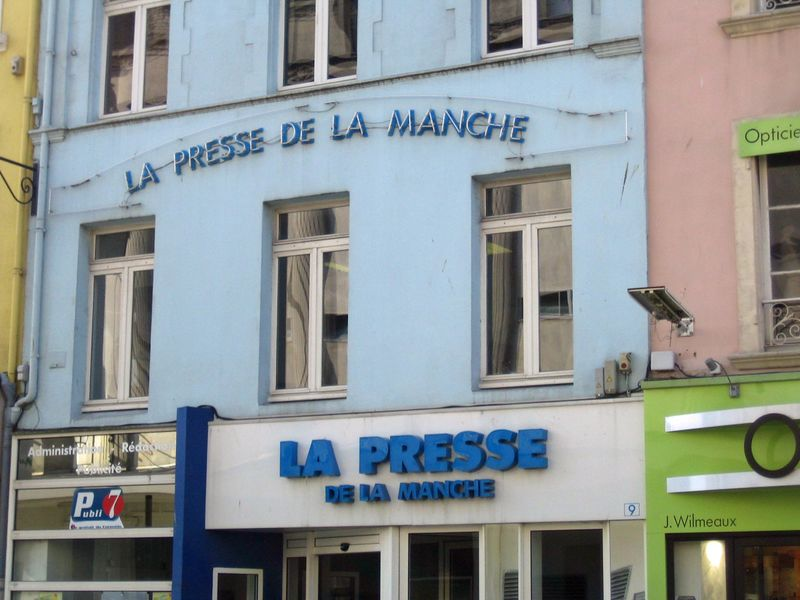
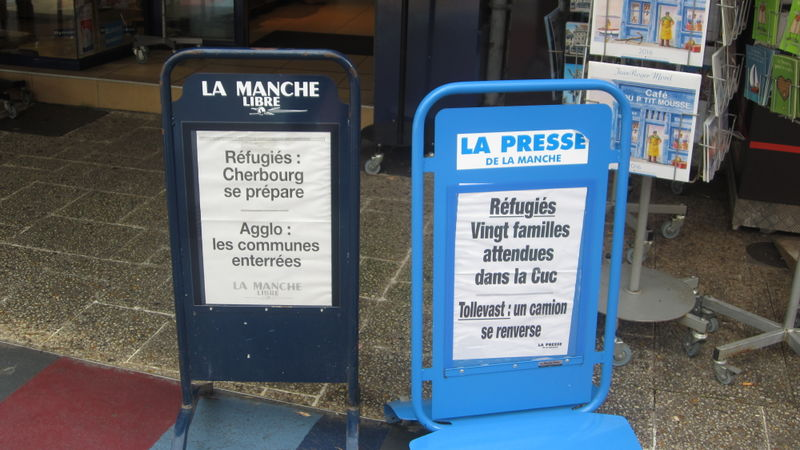

### Ouvrage universitaire
- Michel Mathien, La presse quotidienne régionale, Presses universitaires de France, 1986 et 1993

### Livres
- Anne Muratori-Philip, La presse quotidienne régionale française, I.P.E.C, 1974
- Raymond Silar, Histoires vraies de la presse régionale. La somme de toutes les vies, L'Harmattan, 2010.
- Dans les coulisses d'un journal : 1889-2019, 130 ans d'info locale, La Presse de la Manche, 2019.